# Honduras durante la Segunda Guerra Mundial
La República de Honduras le declaró la guerra al Imperio del Japón el día 8 de diciembre de 1941 tras el ataque japonés a Pearl Harbor, que extendió luego a la Alemania Nazi y al Reino de Italia el 12 de diciembre del mismo año. Si bien su apoyo a los Aliados durante la Segunda Guerra Mundial fue activo, el aporte hondureño sería mayormente logístico y de inteligencia, aunque podría decirse que también fue militar, ya que la nación contribuyo a la lucha contra los U-boats en el Caribe que hundía barcos mercantes de diversas nacionalidades, llegando a enfrentarse con un submarino en 1942.

## Antecedentes
Honduras ya había declarado la Guerra al imperio Alemán el 18 de julio de 1918 durante la Primera Guerra Mundial, no obstante, para 1930, la república de Weimar y Honduras deciden establecer tratos diplomáticos formales. Sumado a que para ese entonces el país tenía una considerable población inmigrante alemana distribuida por todo el territorio. Cabe mencionar que gracias a la divulgación del racismo científico, en la década de 1920 apareció la propuesta de un proyecto que consistía en crear un nuevo mestizaje en el país, que intentaba provocar la mezcla racial de campesinos e indígenas hondureños con Inmigrantes blancos, principalmente de origen escandinavo, alemán, francés e inglés. 
Este sería el medio más eficaz para construir una nueva "raza" de hondureños que en palabras de los artífices de esta propuesta serían más emprendedores, laboriosos, honrados, físicamente mejor parecidos, entre otras cosas. Por ende entre los años 20 y 30 se promovió la llegada de más inmigrantes europeos a suelo hondureño. Una vez que el partido Nacional Socialista toma el poder en Alemania, las relaciones de Honduras y la Alemania Nazi se establecieron formalmente tiempo después creando el consulado del Tercer Reich en Tegucigalpa. Poco después la nación centroamericana también decide mantener relaciones diplomáticas con el imperio del Japón en 1935. Esto se debió a que el dictador Hondureño el general Carias Andino era simpatizante del fascismo y sentía admiración por la Italia fascista y la Alemania Nazi, al grado que ambos regímenes sirvieron como patrón para su gobierno a partir de 1937 durante la época del régimen conocido como "El cariato".

### Simpatizantes del fascismo

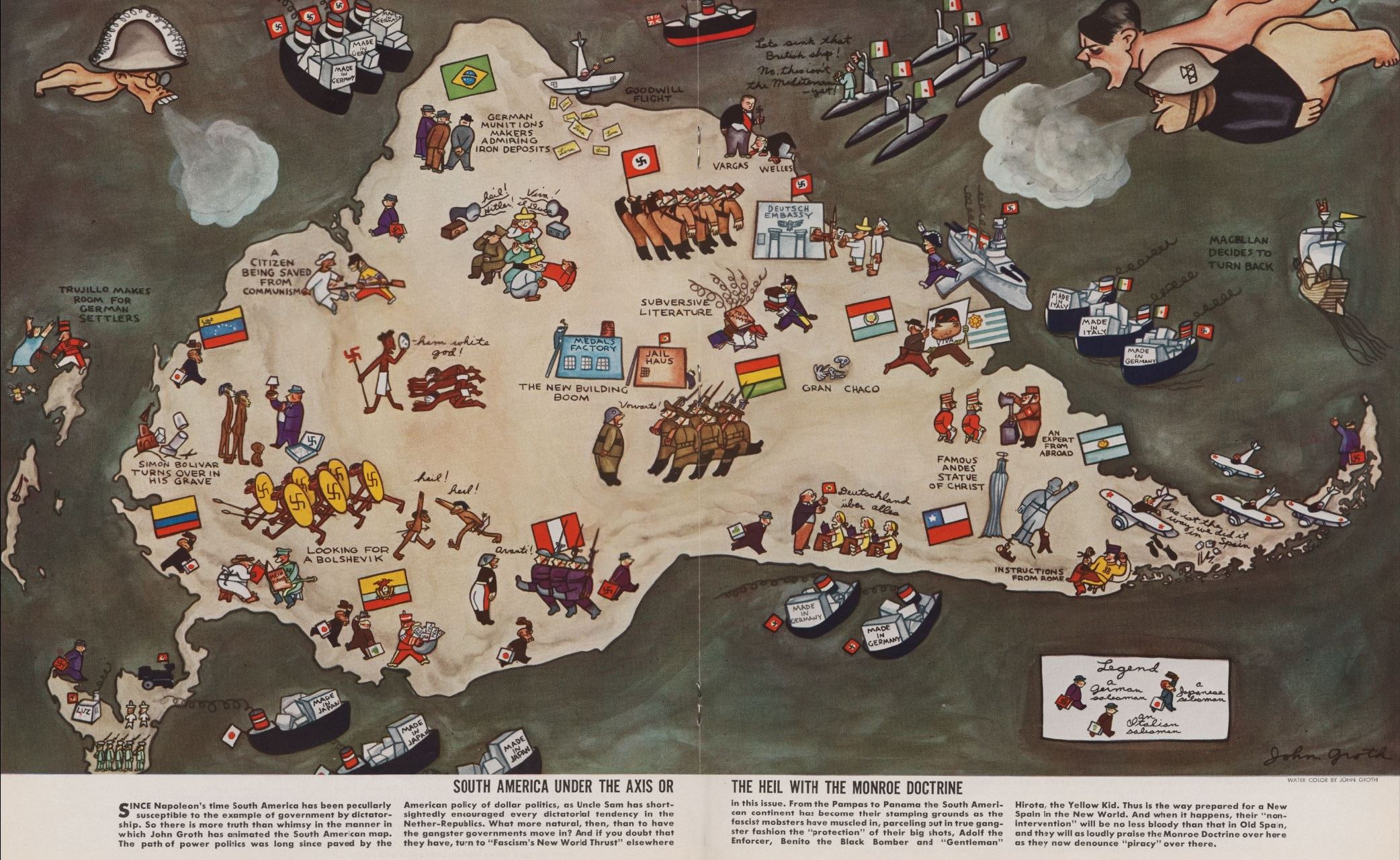
Mapa satírico de la revista Ken de 1938 ataca la intrusión comercial, cultural y militar en Sudamérica de los "gobiernos gángsters" de Alemania, Italia y Japón, "mafiosos fascistas" que se han "metido a la fuerza". Las viñetas muestran detalles de las actividades del Eje en los países de la región latinoamericana (en inglés).

Honduras poseía ciertos simpatizantes del fascismo y del nacional socialismo alemán en la cúpula política así como de la vida civil. La simpatía de un sector de la población hondureña con el pueblo Alemán era fácil de entender, los alemanes fueron precursores del comercio nacional desde el sur y en su mayoría, el comercio Sampedrano tenía relaciones comerciales con casas de importación y exportación de café, propiedad de notorias familias alemanas de renombre, además, fueron muchos de los inmigrantes alemanes los que introdujeron nuevos métodos de producción en suelo nacional. 
En la ciudad de San Pedro Sula, se celebraba el cumpleaños del Fuhrer Alemán colgando banderas con esvásticas de balcones y ventanas en la tercera Avenida, en homenaje y admiración a Adolf Hitler. Se tiene registro que muchos recién nacidos en los años de la guerra con el nombre de Adolfo fue por simpatía al líder del tercer Reich, algunos llevaban incluso el nombre completo del canciller. También existen rumores sobre que en una ocasión submarinistas alemanes de la Kriegsmarine fueron ayudados por pobladores Hondureños para suministrarles gasolina y alimentos en la zona de la Mosquitia

### Deterioro de las relaciones diplomáticas con el Eje

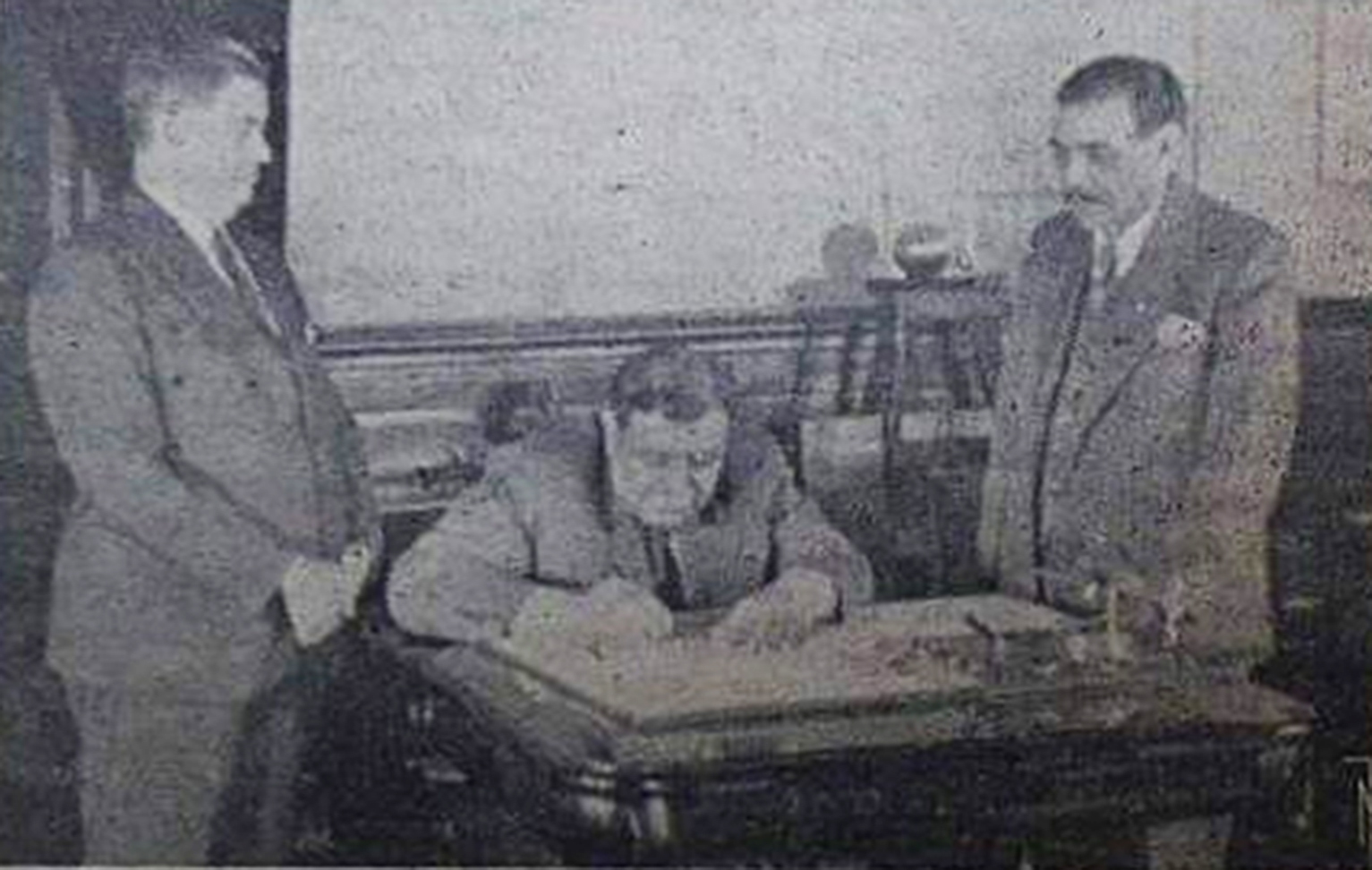
Declaración de guerra al eje en diciembre de 1941, haciendo esta la entrada oficial de Honduras en la guerra.

Las relaciones diplomáticas entre Honduras y las naciones del Eje se mantendrían en pie hasta 1941, aun cuando después de 1939 las relaciones entre Honduras y Alemania se empezaban a verse deterioradas tras que el tercer Reich decidiera invadir Polonia en conjunto con la Unión soviética y entrase en guerra con el Reino Unido lanzado ataques aéreos sobre Londres. Dicho país que era uno de los principales socios comerciales de Honduras además que ambos ya mantenían acuerdos diplomáticos que databan desde el siglo XIX, esto sumado a la comunidad anglosajona de Honduras que era amplia en la costa norte. 
También en abril de 1941 se expulsa al cónsul de Honduras, Christian Zinsser, bajo una serie de sucesos polémicos y bajo informes de tener nexos con la Gestapo. Finalmente el país terminaría  declarándole la guerra al Eje el 8 de diciembre de 1941 junto con otras naciones Centroamericanas. Ese mismo día los japoneses capturarían un barco mercante perteneciente a Honduras en la República de China que sería renombrado como el Ekkai Maru.

## Patrullajes aéreos

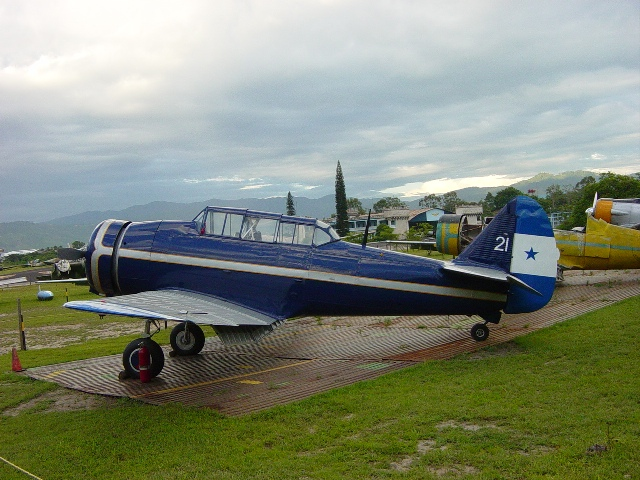
Un avión North American NA-16 de la Fuerza Aérea Hondureña que fue utilizado para patrullar las costas partir de 1941.

Varios barcos Hondureños fueron Hundidos en el Caribe por submarinos alemanes, los cuales ya se habían avistados en el Golfo de Fonseca y la laguna de Caratasca, por ende se inician los patrullajes aéreos a partir de 1942. Esto fue posible gracias a que la dictadura de Tiburcio Carias Andino modernizo el ejército Hondureño y fundó la Fuerza Aérea Hondureña. Los aviones utilizados para esta operaciones fueron los North American NA-16, Chance Vought F4U Corsair y los Boeing Modelo 40 y Model 95 modificados para lanzar bombas. 
El primer avistamiento de un U-boat alemán por la fuerza aérea hondureña se dio en el 24 de julio de 1942 y fue atacado con bombas de 60 libras siendo el primer y posible único registro oficial de un enfrentamiento militar entre fuerzas militares de la República de Honduras y la Alemania Nazi en territorio nacional, aunque es posible que otros submarinos hayan sido atacados por aviones Hondureños. Se rumoreaba que varios Hondureños simpatizantes del fascismo habían ayudado a algunos submarinistas alemanes a conseguir comida y combustible lo cual generó sospechas de infiltración Nazi en el país. 
Además de patrullaje en territorio Hondureño, aviadores Hondureños también realizaron vuelos en las cercanías al golfo de México en apoyo conjunto con las demás naciones latinoamericanas para evitar que se hundieran más barcos que tenían como destino los Estados Unidos. Uno de los Aviones de la fuerza aérea Hondureña que realizaba patrullajes en la costa norte desapareció el día 22 de agosto del mismo año, el cual se dice que fue dado de baja por el fuego antiaéreo de un submarino, siendo esta la primera baja Hondureña oficial durante la guerra. En la ciudad de Trujillo se estableció una base aérea para hidro aviones para mantener al país seguro del acercamiento de más submarinos ya que en ese entonces había un miedo general a que el país llegase un día a ser atacado por los alemanes.

## Persecución a Inmigrantes Alemanes
La política más controversial del Gobierno de Carias Andino fue la incautación de bienes y propiedades pertenecientes a familias alemanas hondureñas. Muchos fueron los bienes que fueron propiedad de alemanes, rematados en Honduras en esos años, los mismos inmigrantes alemanes no tenían la culpa de la política Nazi que realizaba Adolf Hitler; si bien es cierto muchos jóvenes alemanes nacidos en América fueron seducidos por las oratoria de Hitler y cruzaron el Océano para unirse a las filas de la Wermacht y las Waffen SS, otros en mayor cantidad repudiaban aquellas acciones expansionistas y aun así fueron despojados de sus bienes y algunos hasta enviados a campos de concentración en Estados Unidos de América.

## Aporte Hondureño a la guerra
La industria hondureña se enfoco mucho en la producción para el esfuerzo de guerra, muchas de las materias primas producidas en Honduras fueron enviadas al país Norteamericano para llevar suministros a los soldados en la guerra del Pacífico, el teatro del norte del Norte de África, y luego con la entrada de este al teatro europeo en 1944, además que para esos años el país era grande exportador de banano hacia los Estados Unidos. Muchas de estas materias exportadas desde Honduras fueron frutas, aceites, café, caucho, madera, y hierro. Sumado a que Honduras es un país rico en recursos naturales, se le facilitó la extracción de estos; además la infraestructura se había modernizado mucho desde los años 20, lo cual facilitó el transporte de grandes cargamentos a los puertos, especialmente gracias al uso del ferrocarril nacional y las carreteras. Uno de los barcos que participó en la operación Torch fue el SS Contessa, un carguero modificado con torretas antiaéreas que llevó municiones y combustible por el río Sebú.  
En cuanto en suelo nacional que se encontraba dentro del teatro americano de la guerra, el país hizo una gran labor en la lucha en contrarrestar la presencia Alemana en el Caribe patrullando las costas; también apoyando a los demás países latinoamericanos en ello. En cuanto a participación de hondureños en otros frentes, se tiene registro de alrededor de 150 Hondureños participaron en el conflicto, los cuales la mayoría murió en combate en los teatros de operaciones de Europa, África y Asia Pacífico. También hubo varios voluntarios Hondureños en el ejército de los Estados Unidos como Don José Paz Barahona apodado por sus compañeros de batallón como "Joe Paz" , quien participó en el desembarco del Día D y logró regresar sano y salvo de la guerra, y también a Luis Alemán Gómez , quien después de finalizada la guerra fue parte de las tropas de ocupación aliada de Japón.

## Víctimas
Listado de hondureños fallecidos por ataques de submarinos alemanes:
- Buque ss TELA: 11 fallecidos
- Barco San Blas: 44 fallecidos
- Buque Nicolás Cuneo: 3 fallecidos
- Barco POMPOON: 27 fallecidos
- Barco ss COMAYAGUA: 10 fallecidos
- Barco ss CEIBA: 36 fallecidos
- Barco ss AMAPALA:1 fallecido
- Barco ss OLANCHO: 3 fallecidos
- Barco ss CASTILLA: 27 fallecidos

## Consecuencias

### Política
Debido a la profunda cercanía de Honduras con los Estados Unidos y sumado a la enorme donación y compra de modernos equipos militares y aviones caza norteamericanos que fueron protagonistas en la guerra como el Chance Vought F4U Corsair, el ejército de Honduras terminaría adoptando mucho el modelo militar norteamericano después de la Segunda Guerra Mundial. La caída del fascismo y el nacimiento de la Guerra Fría daría inicio a la adopción de un sistema político más similar al de los Estados Unidos. También recuperaría las relaciones diplomáticas con Alemania, más en concreto primero con la Alemania Occidental, hasta la reunificación alemana, e Italia y Japón. 

### Economía
Hubo cierta escasez de productos nacionales en el país debido al enorme envió de materias primas a Los Estados Unidos y el frente de Asia Pacífico, África, y Europa. Aunque estos harían un gran incremento en la economía Hondureña que daría darse a notar durante los años 50. Pero al mismo tiempo, crearía una economía basada en la exportación de materias primas y la dependencia de la compra de lo estas en el Extranjero. La sobreexplotación laboral ocasionaría la huelga del 54, donde el gobierno Hondureño terminaría por aceptar mejores condiciones laborales y seguridad social para los trabajadores, mejorando notablemente la calidad de vida de los obreros. 
Los años 50, similar en otros países, se establecieron como una década de bonanza económica y orden social, aunque para los años 60 iniciarían una serie de golpes de estado y para 1969 se iniciaría una leve caída económica durante el mandato de Oswaldo López Arellano, que sería recuperada años después, aunque Honduras seguiría siendo dependiente de los Estados Unidos.